# Carlos Pascual de Lara
Carlos Pascual de Lara, né le 10 février 1922 à Madrid et mort en 1958, est un peintre espagnol.

## Biographie
Carlos Pascual de Lara naît le 10 février 1922 à Madrid. Il étudie à l'École de Céramique et à l'École des Beaux-Arts de San Fernando.